# San Sebastián (Guatemala)
Pour les articles homonymes, voir San Sebastián.
San Sebastián est une ville du Guatemala.

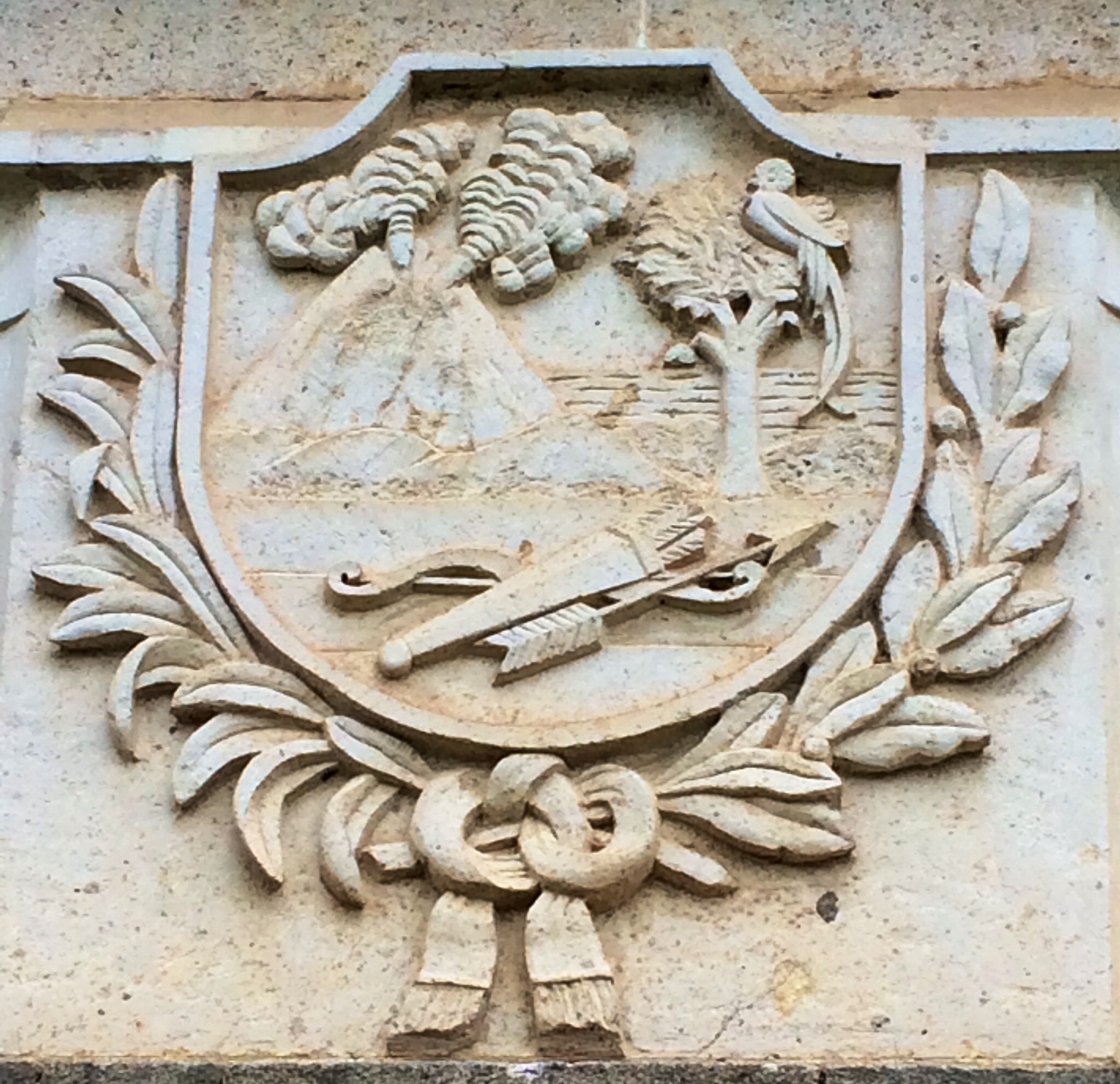
Armoiries de l'État de Los Altos